# Cleaner (pel·lícula de 2007)
Cleaner és una pel·lícula thriller nord-americana de 2007 dirigida per Renny Harlin. És protagonitzada per Samuel L. Jackson com a netejador de l'escena del crim que creu que s'ha convertit en part d'un encobriment, Ed Harris, Keke Palmer i Eva Mendes. La pel·lícula es va estrenar el 27 de maig de 2007. Ha estat doblada al català.

## Trama
Tom Cutler, pare solter i policia retirat, dirigeix el seu propi servei de Neteja de l'escena del crim. Vuit anys abans, l'esposa de Tom va ser assassinada durant una invasió i un robatori de casa, que la seva filla petita Rose va presenciar.
Tom rep una ordre d'un detectiu Jones per netejar l'escena d'una casa rica. Entra amb una clau oculta sota una planta en test, cataloga l'escena del crim i procedeix a netejar la sang i el teixit amb la seva pròpia barreja especial de productes químics.
L'endemà al matí, s'adona que es va quedar amb la clau i torna a tornar-la. Aparentment, la propietària de la casa, Ann Norcut, no sap que Tom hi havia estat el dia anterior, ni per què es necessitarien els seus serveis. Tom raona que no recordava l'adreça. Tot i això, els dos van començar a sospitar de la situació.
Tom li pregunta al seu assistent sobre l'ordre de treball i s'assabenta que la policia mai va fer una ordre d'aquest tipus, ni hi ha un detectiu anomenat Jones. Tom guarda l'ordre, les fotos, les notes d'àudio i la clau de la casa en un sobre i els tanca amb clau. Amb l'ajuda del seu amic i antic soci Eddie Lorenzo, s'assabenta que el marit d'Ann, John, ha desaparegut. Eddie sospita d'un joc brut, ja que la desaparició de John es va produir el dia abans de declarar davant un gran jurat contra l'antic comissari de policia corrupte Robert Vaughn.
L'endemà, Ann visita en Tom a la seva oficina. Com que mai va respondre quin tipus de serveis de neteja ofereix, Ann dedueix que es tractava d'una escena de crim i li pregunta si el seu marit va ser assassinat. Tom es nega a donar una resposta clara.
Més tard, Eddie troba en Tom netejant una escena a una habitació d'hotel i li diu que, tot i que l'equip forense no va trobar rastres d'ADN a l'escena, sí que van trobar productes químics de neteja professionals. Tom revela que no s'ha posat en contacte amb la policia, sense saber fins on arriba la corrupció de Vaughn. Més tard, en Tom es troba amb l'Ann, que li mostra una llista que John guardava dels números de la insígnia de tots els oficials corruptes de la nòmina de Vaughn; inclòs el de Tom. Anys abans, en Tom havia acceptat fer una feina per a Vaughn, creient que mantindria la Rose segura. Tom li explica a Eddie la llista, que l'insta a destruir-la, ja que suggereix motius perquè Tom assassinés en John.
Tom torna amb Ann, que pateix un PTSD. Ella demana que la portin a algun lloc, així que en Tom la porta a casa del seu empleat Miguel, on sopen amb ell i la seva família.
En Tom s'assabenta que el detectiu Jim Vargas, que ha estat investigant l'assassinat de John, ha demanat a Ann que visiti la morgue. És capaç d'identificar les restes de John. El forense li diu en privat a Tom que en John es va fer una vasectomia uns quants anys abans, la qual cosa indica que l'embaràs anterior d'Ann, que havia avortat, no era el seu.
Tom dedueix que Ann estava tenint una aventura i que la clau que quedava al porxo era del seu xicot. Revela aquesta informació a l'Eddie abans de notar una placa a sobre de la xemeneia d'Eddie amb el nom d'Ann inscrit a la part inferior. Tom s'adona que Eddie és l'amant de l'Ann i que el nen era seu.
Tom decideix lliurar l'Eddie a Vargas, però l'Eddie va a casa d'en Tom amb la Rose. Tom corre a casa i s'enfronta a Eddie, que admet que va matar en John, creient que l'Ann havia mentit sobre l'avortament involuntari i que John l'havia obligat a avortar. Sostenint en Tom a punta d'armes, demana amb ràbia suport, però quan arriben els vehicles de patrulla, pretén disparar en Tom. En canvi, la Rose dispara a Eddie al cap i el mata, després de córrer i recuperat l'arma d'en Tom.
Vargas agraeix a Tom i agafa el llibre, prometent cremar-lo. Miguel procedeix a netejar l'escena del crim.

## Repartiment
- Samuel L. Jackson com a Thomas "Tom" Cutler
- Ed Harris com a Det. Edward "Eddie" Lorenzo
- Eva Mendes com Ann Norcut
- Keke Palmer com a Rose Cutler
- Luis Guzmán com a Det. James "Jim" Vargas
- Maggie Lawson com a Cherie, secretària de Tom
- Jose Pablo Cantillo com a Miguel, empleat de Tom
- Robert Forster com a Arlo Grange
- Christa Campbell com a entrenadora Beth Jensen

## Recepció
A Rotten Tomatoes la pel·lícula té una puntuació d'aprovació del 17% basada en 12 ressenyes, amb una puntuació mitjana de 4,3/10. A Metacritic la pel·lícula té una puntuació mitjana ponderada de 49 de 100, basat en quatre crítics, que indica "crítiques mixtes o mitjanes".
Michael Rechtshaffen de The Hollywood Reporter li va donar una crítica positiva i va escriure: "Un crim ben contingut amb una configuració enginyosa i una interpretació experta de Samuel L. Jackson."."
Eddie Cockrell de Variety va escriure: "Traieu un estil visual innecessàriament exigent, retocs narratius de moda i un clímax alhora moralment repugnant i lògicament absurd, i hi ha un petit noir dur sobre les transgressions enterrades sortint del passat al thriller de Renny Harlin Cleaner. Massa convencional per atraure l'interès del gènere, i massa enredat en les motivacions del seu personatge per seure bé amb la múltiple multitud, es tracta d'una taca menor que hauria d'esvair-se ràpidament i deixar només rastres lleugers a l'accessori."

## Mitjans domèstics
Cleaner es va llançar el 27 de maig de 2008 als Estats Units i es va obrir al número 5 i va vendre 75.312 unitats de DVD, que van obtenir ingressos d'1,5 milions de dòlars. Va arribar a vendre 402.010 DVD, la qual cosa es va traduir en ingressos de 7,8 milions de dòlars.